# Réserve naturelle de Somadida
La réserve naturelle de Somadida est une zone naturelle protégée située dans la municipalité d'Auronzo di Cadore, dans la province de Belluno, près du plateau Palus San Marco,,,. Compte tenu des caractéristiques importantes de la flore-faune de la région - déjà protégées au moment de la république de Venise historique - elle a été élevée au statut de réserve naturelle et biogénétique de l'État au moyen du Decreto ministeriale (it) du 29 mars 1972,,.

## Territoire
La réserve naturelle de Somadida est située à Cadore, un territoire historique italien dans la province supérieure de Belluno. La zone est située près de la ville de Palus San Marco, entre Auronzo di Cadore et Misurina à une altitude comprise entre 1 100 m et 2 700 m,,,. Cette forêt, la plus grande du Cadore, est située sur le territoire montagneux des Dolomites vénitienne entre les sommets du Monte Cristallo, le Tre Cime di Lavaredo et Sorapiss, et donc seulement une petite partie en est plate,.

## Accès
La réserve est à environ 18 km du centre d' Auronzo di Cadore, sur la SS 48 qui mène au Passo Tre Croci. La forêt est munie d'un centre d'information avec des panneaux didactiques et des parcours pour débutants et experts,,. Cependant, on peut noter qu'aucune structure d'hébergement n'est présente sur le site.

## Flore
La végétation typique de la chaîne alpine orientale s'est installée dans la réserve naturelle et, parmi les conifères, prévalent des spécimens notables d'épicéa et de sapin, ; moins de présence de mélèze et de hêtre,,,. Il existe plusieurs variétés de fleurs dans les Dolomites : Sabot de Vénus, Lis martagon, Moneses uniflora, Oxalis acetosella et Clématite des Alpes,,.

## Faune
La faune alpine est très luxuriante et, en effet, il est possible de rencontrer chevreuils, cerfs, chamois, bouquetins, renards, lièvres alpins, martres, hermines, belettes, tétras, aigles royaux et ours bruns,,.

## Histoire de la forêt

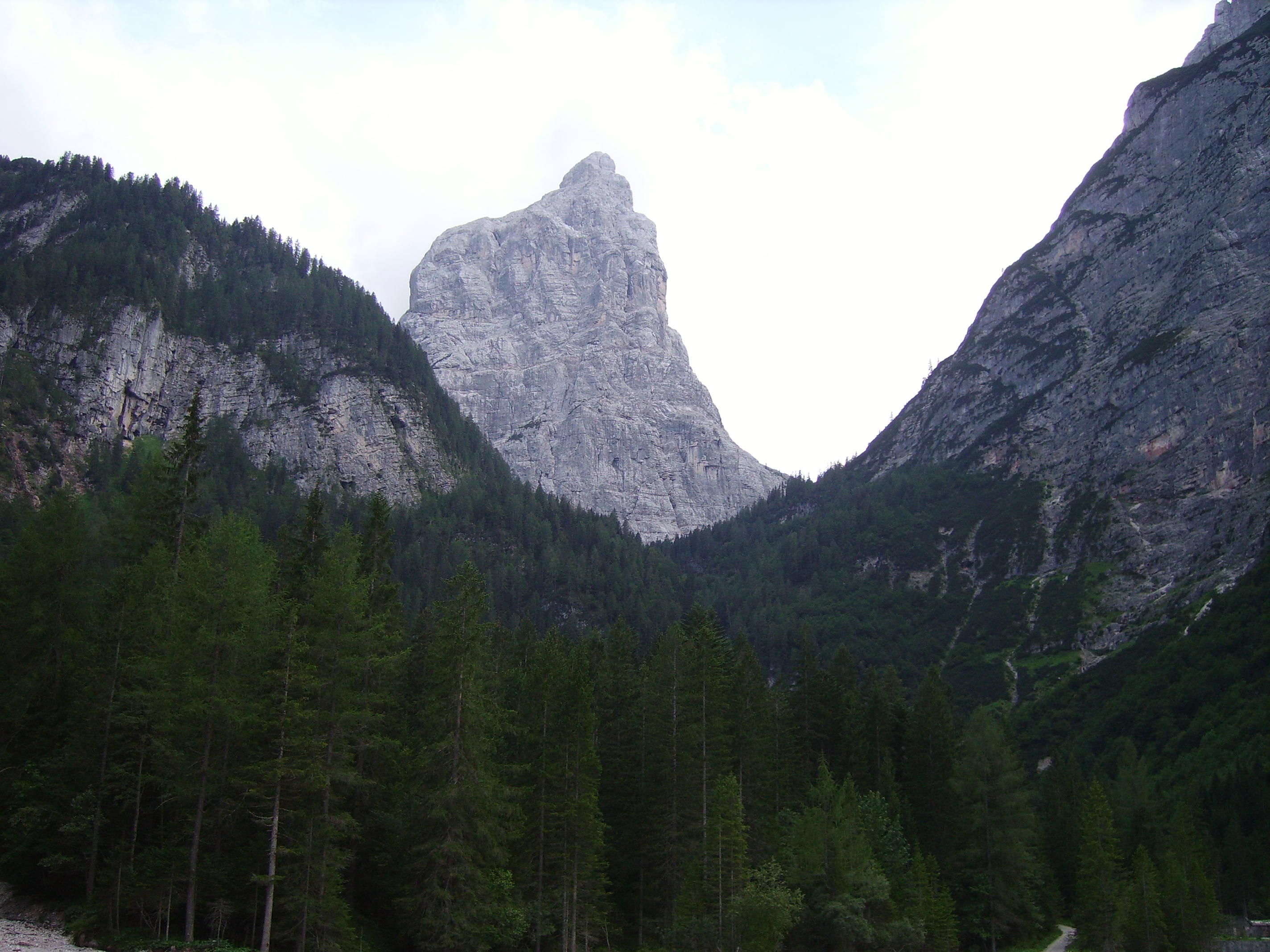
La Corne du Doge (2615 m asl), à l'intérieur de la réserve.

En 1463, la Magnifique Communauté de Cadore a fait don de la forêt de Somadida à la république sérénissime de Venise par écrit, afin qu'elle puisse tirer les mâts des navires pour combattre les Turcs,. Le bois était transporté par voie terrestre jusqu'à Perarolo, d'ici le long de la rivière Piave jusqu'à l' Arsenal de Venise.
Plus tard, cependant, avec la chute de la république de Venise en 1797, les mâts étaient destinés à l'Arsenal de Toulon pour la Marine française. En 1814, la possession de la forêt passa au royaume lombard de Vénétie .
Avec l'annexion de la Vénétie au royaume d'Italie en 1866, le bois est devenu un patrimoine de l'État et en 1870 il a été déclaré bien inaliénable,.
Au cours de la Première Guerre mondiale, il a subi un retrait très fort pour les fortifications de Monte Piana, Tre Cime di Lavaredo et Mont Paterno.